# LeRoy Homer Jr.
LeRoy Homer Jr., ameriški pilot * 27. avgust 1965 New York, ZDA † 11. september 2001 Shanksville, Pensilvanija, ZDA.                                                                                 
Bil je kopilot na letalu Let 93 United Airlines med napadi 11. septembra 2001, ko so letalo ugrabili teroristi Al Kaide in z njim zaradi posredoanja potnikov strmoglavili na polje v Pensilvaniji. V napadu je umrlo vseh 37 potnikov na letalu, med njimi je bil tudi Homer, ki so ga med ugrabitvijo zabodli. 

## Biografija
LeRoy Homer se je rodil in odraščal na Long Islandu v New Yorku, kjer je vedno sanjal o letenju. Kot otrok je sestavljal modele letal, zbiral letalske znamke in bral knjige o letalstvu. Star je bil 15 let, ko se je začel učiti leteti. Delo s krajšim delovnim časom po šoli je plačevala njegova letalska šola, prvo samostojno potovanje z letalom pa je opravil pri 16 letih in leta 1983 pridobil potrdilo o zasebnem pilotiranju letala. Diplomiral je na Škofijski gimnaziji sv. Janeza Krstnika leta 1983.
Po končanem šolanju leta 1988 je odšel v letalsko bazo McGuire v New Jerseyju, kjer je upravljal z letali Lockheed C-141 Starlifter. Med aktivnim delom je služil v zalivski vojni in pozneje podpiral operacije v Somaliji. Med vojaško kariero je prejel številne pohvale, nagrade in medalje. Leta 1993 so ga imenovali za »inštruktorja posadk leta« v njegovi enoti. Homer je dosegel status kapitana pred častno razrešitvijo iz aktivne dolžnosti leta 1995 in sprejetjem med rezerviste, da bi nadaljeval kariero kot častnik letalskih sil.
24. maja 1998 se je Homer poročil z Melodie, njuna hči Laurel pa se je rodila konec novembra 2000. Skupaj so živeli v Marltonu v New Jerseyju.

## Napadi 11. septembra 2001
11. septembra 2001 je Homer s kapitanom Jasonom M. Dahlom letel na letalu Let 93 United Airlines iz New Jerseyja v San Francisco. Med potjo so, kot del napadov 11. septembra, letalo ugrabili štirje teroristi Al Kaide. Homer in Dahl sta se v letalski kabini borila z ugrabitelji, kar se je tudi slišalo po radiu, ko je Homer vpil »Presneto! Na pomoč, spravite se od tukaj!« preden so ju ugrabitelji zabodli in ju vrgli iz kabine.                                                                                                                                         
Po ugrabitvi so potniki izvedeli o napadu na World Trade Center in Pentagon ter se odločili prevzeti nadzor nad letalom. Ko so ugrabitelji spoznali, da jim ne bo uspelo priti do želenega cilja, so letalo strmoglavili na polje blizu Shanksvilla. 
Homer je po napadih posthumno prejel številne nagrade in medalje, vključno s častnim članstvom v skupini Tuskegee Airmen.